# Mount Goodwin
Mount Goodwin är ett berg i Antarktis. Det ligger i Västantarktis. Chile gör anspråk på området. Toppen på Mount Goodwin är 1 310 meter över havet.
Terrängen runt Mount Goodwin är platt, och sluttar brant österut. Trakten är obefolkad. Det finns inga samhällen i närheten.